# Stakewska reka
Stakewska reka (bułg. Стакевска река) – rzeka w zachodniej Bułgarii, w obwodzie Widin. 
Rzeka swój bieg zaczyna w Swetnikołskiej płaninie około 1 km od najwyższego jej szczytu Chajduszkiego kamyka, a uchodzi do Łomu. Rzeka ma 34 km długości, powierzchnia zlewni zajmuje 328 km², średni przepływ (mierzony w Borowicy) wynosi 2,00 m³/s..